# Districtul Nam Som
Nam Som (în thailandeză น้ำโสม) este un district (Amphoe) din provincia Udon Thani, Thailanda, cu o populație de 55.622 de locuitori și o suprafață de 742,129 km².

## Componență
Districtul este subdivizat în 7 subdistricte (tambon), care sunt subdivizate în 80 de sate (muban).
| Nr. | Nume       | În thailandeză | Sate | Locuitori |  |
| --- | ---------- | -------------- | ---- | --------- |  |
| 1.  | Na Ngua    | นางัว           | 10   | 8,848     |  |
| 2.  | Nam Som    | น้ำโสม          | 16   | 10,860    |  |
| 5.  | Nong Waeng | หนองแวง        | 13   | 8,061     |  |
| 6.  | Ban Yuak   | บ้านหยวก        | 15   | 9,307     |  |
| 7.  | Som Yiam   | โสมเยี่ยม        | 6    | 4,215     |  |
| 10. | Si Samran  | ศรีสำราญ        | 12   | 8,567     |  |
| 12. | Samakkhi   | สามัคคี          | 8    | 5,764     |  |

Numerele lipsă sunt subdistricte (tambon) care acum formează districtul Na Yung.